# Hank Locklin

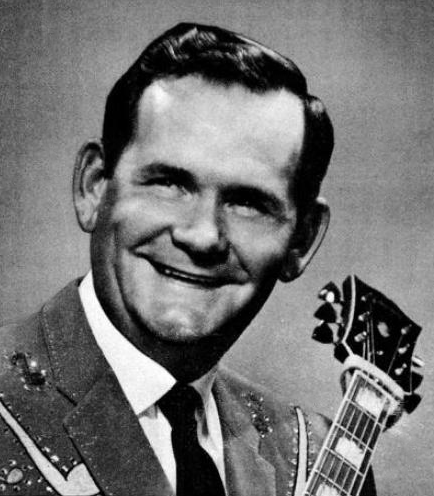
Hank Locklin, 1958

Hank Locklin (* 15. Februar 1918 als Lawrence Hankins Locklin in McLellan, Florida; † 8. März 2009 in Brewton, Alabama) war ein US-amerikanischer Country-Sänger, dessen größter Erfolg 1960 Please Help Me I’m Falling war.

## Leben

### Anfänge
Im Alter von zehn Jahren gewann Hank Locklin einen Talentwettbewerb. Es folgten erste Radio-Auftritte. Es war die Zeit der wirtschaftlichen Depression, und er konnte sich nur mühsam mit Gelegenheitsarbeiten über Wasser halten. 1942 trat er erstmals beim KWKH Louisiana Hayride auf. Das kleine Label Four Star nahm ihn unter Vertrag. Eine der frühen Platten war 1949 die erste Version von Send Me the Pillow You Dream on; im selben Jahr erzielte er mit The Same Sweet Girl einen Top-10-Hit. Vier Jahre später erreichte er mit Let Me Be the One Platz eins der Country-Charts.

### Karriere
Die Anfangserfolge führten 1955 zu einem Schallplattenvertrag mit dem renommierten RCA-Victor-Label. Hier wurde der Sänger mit der hohen Stimmlage von erstrangigen Musikern wie Chet Atkins und Floyd Cramer unterstützt. Bereits eine seiner ersten Singles, Geisha Girl, rückte bis auf Platz fünf vor. Weitere Hits bei RCA waren 1959 Send Me the Pillow You Dream on und It’s a Little More Like Heaven. Sein endgültiger Durchbruch gelang ein Jahr später mit dem selbst geschriebenen Song Please Help Me I’m Falling. Die Single hielt sich vierzehn Wochen auf Platz eins und brachte ihm eine Goldene Schallplatte ein.
Im selben Jahr wurde er Mitglied der Grand Ole Opry. Er unternahm Tourneen nach Europa, die ihn hauptsächlich nach Großbritannien und vor allem nach Irland führten, das fast zu seiner zweiten Heimat wurde. In Irland wurde er zum populärsten Country-Sänger und war oft in den Charts vertreten. Hitparadenerfolge wurden seltener. Seine letzte Top-10-Platzierung erreichte er 1967 mit Country Hall of Fame. Neben seinen musikalischen Aktivitäten fand er in den späten 1960ern noch Zeit, das Amt des Bürgermeisters in seiner (allerdings sehr kleinen) Heimatgemeinde McLellan zu übernehmen.
1972 verlor er seinen Vertrag mit RCA und wechselte zu MGM und später zum Label Plantation. In den Charts war er nicht mehr vertreten, hatte aber weiterhin Auftritte in der Grand Ole Opry. Hank Locklin starb am 8. März 2009 im Alter von 91 Jahren in Brewton, Alabama.

## Diskografie
- 1958: Foreign Love (RCA)
- 1960: Please Help Me I’m Falling (RCA)
- 1962: Happy Journey (RCA)
- 1964: Irish Songs, Country Style (RCA)
- 1966: The Girls Get Prettier (RCA)
- 1967: Nashville Women (RCA)
- 1968: Country Hall of Fame (RCA)
- 1968: My Love Song for You (RCA)
- 1969: Lockin' Back (RCA)
- 1970: Bless Her Heart… I Love Her (RCA)
- 1972: Mayor of McLellan, Florida (RCA)
- 1975: Hank Locklin (MGM)
- 1977: There Never Was a Time (Plantation)